# Aérospatiale SA 330 Puma

Ritning av Aérospatiale SA 330 Puma.

Aérospatiale SA 330 Puma är en fransk transporthelikopter. Den konstruerades av Sud Aviation men tillverkades efter 1970 av Aérospatiale. Den har också tillverkats på licens av Westland Helicopters i Storbritannien och IAR i Rumänien.

## Utveckling
SA 330 Puma började utvecklas 1963 av Sud Aviation på begäran av Frankrikes armé som behövde en helikopter som kunde transportera upp till 20 soldater oavsett klimat, väder eller tid på dygnet. Den första prototypen flyg 15 april 1965 och serieproduktionen kom igång 1968.
Royal Air Force blev imponerade av Pumans prestanda och valde att beställa den via Westland Helicopters som började tillverka den på licens och även blev underleverantör för vissa delar. Ytterligare samarbete mellan Aérospatiale och Westland ledde till att Storbritannien även köpte Aérospatiale Gazelle och att Frankrike köpte Westland Lynx. 
Ett flertal andra länder valde också att köpa Puman, både för militärt och civilt bruk. Under stora delar av 1970-talet var Puman den mest sålda europeiska helikoptern. I Indonesien och Rumänien tillverkades den på licens och i Sydafrika vidareutvecklade Atlas Aircraft Corporation puman till Atlas Oryx. Även attackhelikoptern Denel Rooivalk är delvis baserad på Puman.
Produktionen upphörde 1987 med totalt 697 tillverkade helikoptrar. I stället började man bygga de vidareutvecklade modellerna AS 332 Super Puma och AS 532 Cougar.

## Konstruktion
SA 330 Puma har en fyrbladig, artikulerad rotor som drivs av två stycken Turbomeca Turmo gasturbiner via en växellåda. De två motorerna tillsammans med två redundanta hydraulsystem gör helikoptern extremt driftsäker. Huvudrotorn och stjärtbommen kan monteras bort vilket gör att helikoptern kan lastas i transportflygplan som Lockheed C-130 Hercules eller Transall C-160.

## Användning

### Argentina
Under Falklandskriget använde Argentinas armé både sina egna Puma-helikoptrar plus helikoptrar mobiliserade från kustbevakningen. Totalt sex helikoptrar förlorades under kriget.
- Den 3 april 1982 blev en Puma svårt skadad av eld från handeldvapen när den landsatte trupper på Sydgeorgien och kraschade kort därefter.
- Natten mellan 3 och 4 maj blev en Puma på Stanley Airport skadad av artillerield. Den transporterades efter kriget till Storbritannien och återställdes i flygbart skick.
- Den 9 maj blev en Puma nedskjuten av en Sea Dart-robot avfyrad från HMS Coventry.
- Den 23 maj blev tre Pumor anfallna av två brittiska Sea Harriers. En sköts ner av kanoneld, den andra kraschade under sina försök att undgå beskjutning medan den tredje lyckades undkomma.
- Den 30 maj 1982 kraschade en Puma i närheten av Mount Kent troligen till följd av vådabekämpning.

### Frankrike
Den 20 september 1979 genomförde Franska armén operation Barracuda i Centralafrikanska republiken för att störta president Jean-Bédel Bokassa och återinsätta David Dacko som statschef. Operationen genomfördes med åtta stycken Puma-helikoptrar och Transall-flygplan från flygbasen i N'Djamena. Under Kuwaitkriget användes ett flertal Puma-helikoptrar för flygräddning. Sin senaste insats gjorde de franska Pumorna under Jugoslaviska krigen, främst för att levererade förnödenheter till flyktingar, men också för militära operationer som i april 1994 när en fransk Puma plockade upp en nedskjuten Harrier-pilot och en brittisk SAS-styrka från Bosniskt territorium och 18 juni 1999 när tjugo stycken Puma-helikoptrar landsatte två kompanier franska fallskärmsjägare vid Mitrovica. År 2010 började Frankrike att ersätta sina Pumor med NH90.

### Marocko
År 1974 köpte Marocko in fyrtio stycken Puma-helikoptrar som under 1970- och 1980-talen användes mot Front Polisario i Västsahara. Flera helikoptrar gick förlorade i slutet av 1980-talet till följd av att rebellerna fick tillgång till robotsystemet 2K12 Kub. I oktober 2007 tecknade Marocko ett avtal med Frankrike om modernisering och livstidsförlängning av 25 stycken Puma-helikoptrar.

### Portugal

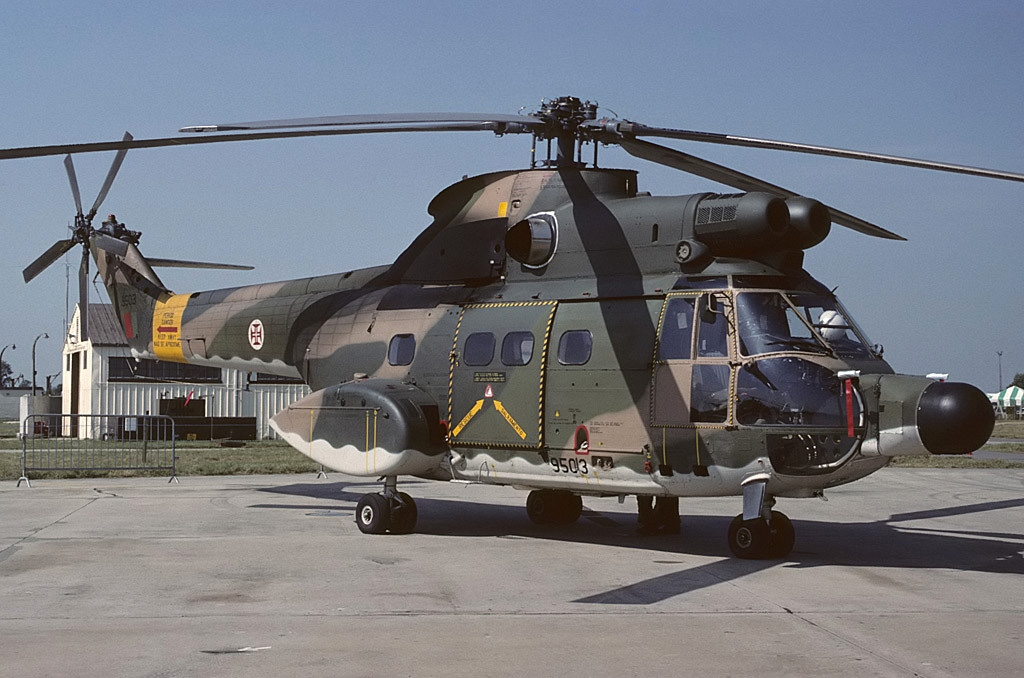
En portugisisk Puma tillhörande 751 Esquadra. Notera den nosmonterade radarn.

Portugal blev det första land som satte in Puman i strid under kolonialkrigen. Puma användes för att komplettera de lättare Alouette III-helikoptrarna under Angolanska självständighetskriget och Moçambikiska självständighetskriget. Under 1980-talet köpte Portugal in nyare motorer och ny elektronik till sina Puma-helikoptrar, men mycket av det som köptes in exporterades i stället vidare till Sydafrika i strid med det vapenembargo som beslutats av Förenta Nationerna. År 2006 började Portugal att ersätta sina Puma-helikoptrar med Merlin-helikoptrar och har sedan 2007 försökt sälja sina begagnade Pumor.

### Storbritannien
De första brittiska Puma-helikoptrarna började levereras i januari 1971 och de togs i tjänst i juni samma år. Totalt 48 helikoptrar köptes in och ytterligare en före detta argentinsk Puma tillkom 1982. Storbritannien har använt Puma-helikoptrar i strid i Konflikten i Nordirland, Kuwaitkriget, Jugoslaviska krigen och Irakkriget. dessutom har de använts för humanitära insatser vid flera tillfällen, bland annat på Jamaica efter Orkanen Gilbert 1988 och vid Översvämningen i Moçambique år 2000. Den 15 april 2007 kolliderade två Pumor nära Bagdad och i november samma år kraschade en Puma under mörkerflygning i Irak.
Med inspiration av Sydafrikas Atlas Oryx började Westland 2006 att modernisera och livstidsförlänga de brittiska Puma-helikoptrarna. Ursprungligen skulle 30 helikoptrar moderniseras, men det skars ner till 24 av ekonomiska skäl. Programmet avslutades 2014 och de moderniserade helikoptrarna beräknas vara i tjänst fram till 2025.
Storbritannien är också den största civila användaren av Puma-helikoptrar. Bristow Helicopters köpte in elva Pumor under 1970-talet för att ersätta deras äldre Sea King- och Wessex-helikoptrar. Helikoptrarna används för transporter till och från oljeplattformarna i Nordsjön.

### Sydafrika

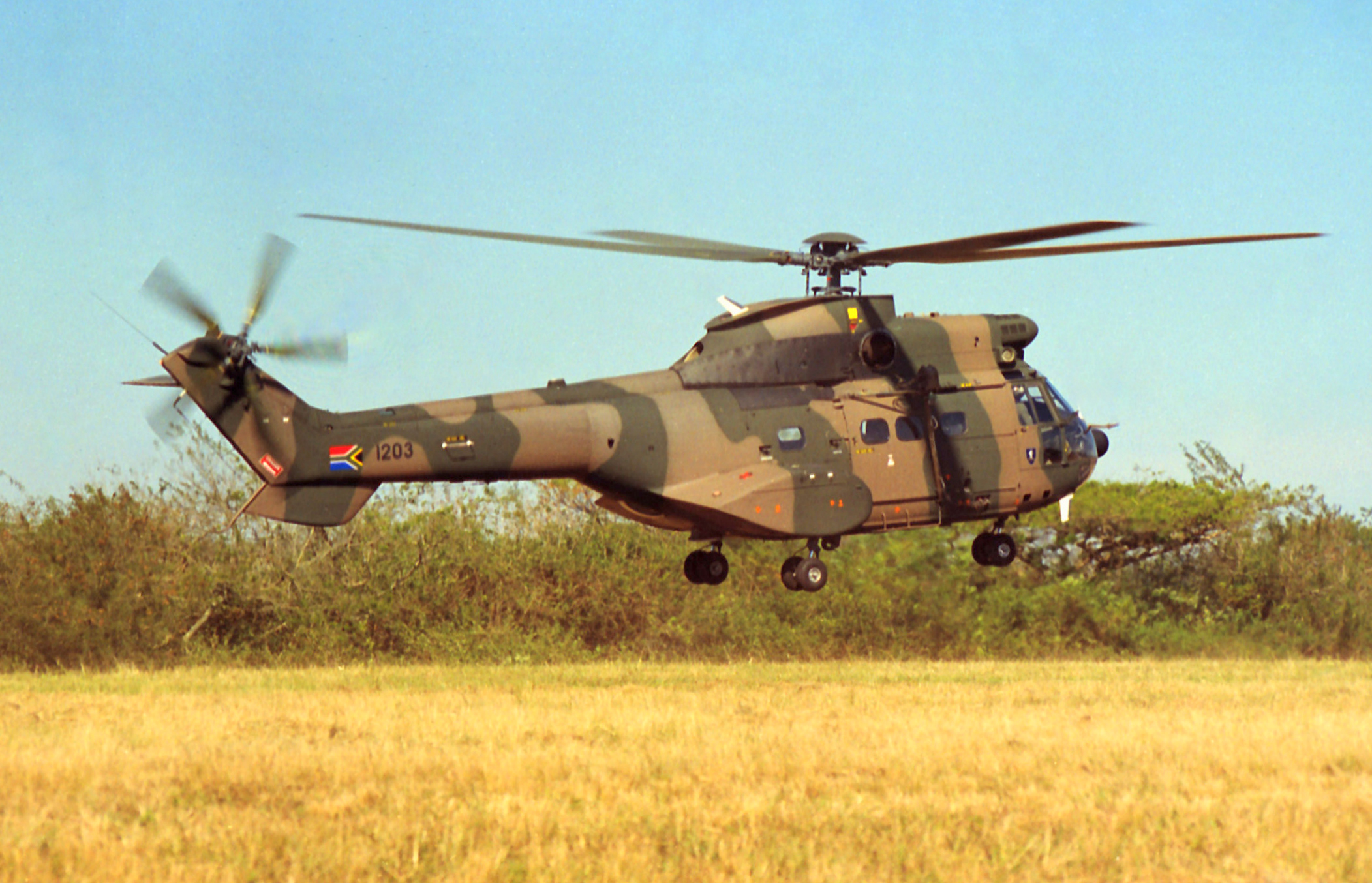
Atlas Oryx är en i Sydafrika ombyggd Puma med bland annat starkare motorer och större bränsletankar (syns tydligt på bilden).

Från 1972 och framåt användes sydafrikanska Puma-helikoptrar i Sydafrikanska gränskriget mot Angola och Namibia. Helikoptrarna köptes in innan FN:s vapenembargo trädde i kraft 1977. Med benägen hjälp från Portugal lyckades man kringgå vapenembargot och modifierade sina Puma-helikoptrar till Atlas Oryx. I juni 1980 invaderade Sydafrika Angola med 8 000 man understödda av bland annat tjugo stycken Puma-helikoptrar. År 1982 tillkännagav Sydafrika att 15 män dödats när en Puma skjutits ner av SWAPO-gerilla. När det grekiska fartyget MTS Oceanos förliste utanför Sydafrika 1991 deltog tretton stycken Pumor i räddningsarbetet och undsatte totalt 219 överlevande.

## Varianter
- SA 330A – Prototyper, ursprungligen med namnet Alouette IV
- SA 330B – Första produktionsserien för Frankrikes armé med Turmo IIIC motorer på 1 185 hk. 132 tillverkade.
- SA 330C – Exportversion med Turmo IVB motorer på 1 400 hk.
- SA 330E – Licenstillverkade av Westland Helicopters för Royal Air Force. Militär beteckning är Puma HC.1
- SA 330F – Exportversion med Turmo IIIC motorer.
- SA 330G – Civil version med Turmo IVC motorer på 1 575 hk.
- SA 330H – Uppgradering av SA 330B med Turmo IVC motorer. Samtliga SA 330B ombyggda.
- SA 330J – Uppgraderad civil variant med rotorblad i kompositmaterial och högre startvikt.
- SA 330L – Militär version av SA 330J.
- SA 330S – SA 330L med Turboméca Makila-motorer på 1 700 hk tillverkade för Portugals flygvapen. Även tillverkade på licens av Westland Helicopters som Puma HC.2
- SA 331 – Testplattform för utvecklingen av AS 332 Super Puma.
- IAR 330 – SA 330L tillverkade på licens i Rumänien.
- NAS 330J – SA 330J tillverkade på licens i Indonesien.

## Användare
- Algeriets flygvapen – 5 stycken SA 330C
- Argentinas armé – 15 stycken SA 330L

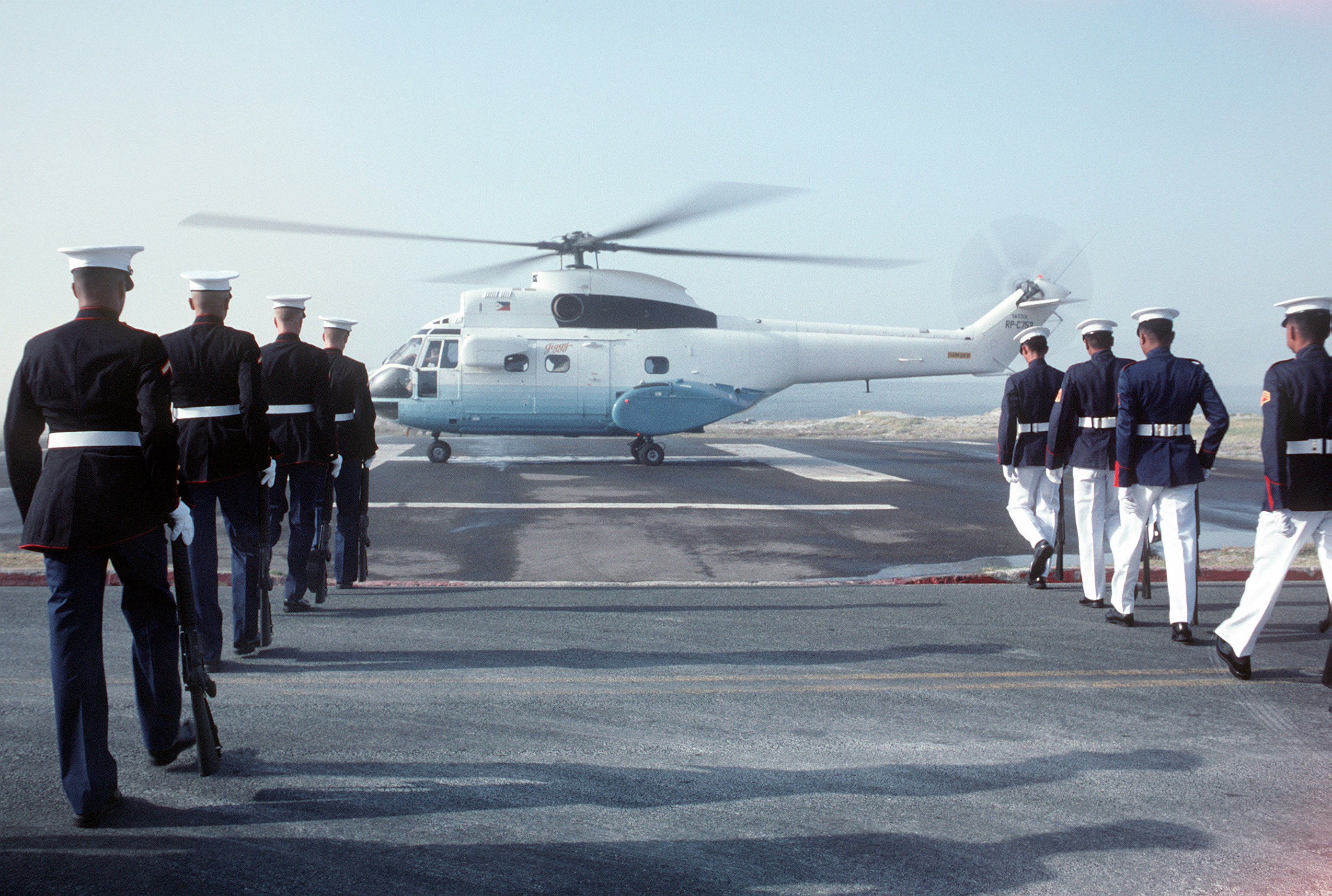
Filippinernas president Corazon Aquino anländer till Subic Bay i en Puma från Filippinska flygvapnet.

- Belgiens Gendarmeri – 3 stycken SA 330H
- Brasiliens flygvapen – 6 stycken SA 330L
- Chiles armé – 11 stycken SA 330H och 3 stycken SA 330L
- Chiles flygvapnen – En SA 330F
- Ecuadors flygvapen – 2 stycken SA 330F
- Elfenbenskustens flygvapen – 2 stycken SA 330C och 2 stycken SA 330G
- Filippinernas flygvapen – 2 stycken SA 330L
- Frankrikes armé – 130 stycken SA 330B uppgraderade till SA 330H
- Frankrikes flygvapen – 29 stycken SA 330H
- Förenade arabemiratens flygvapen – 5 stycken SA 330C och 5 stycken SA 330F
- Indonesiens flygvapen – 6 stycken NAS 330J (lokalt tillverkade)
- Iraks flygvapen – 3 stycken SA 330F
- Irlands flygkår – En SA 330J
- Kameruns flygvapen – En SA 330C
- Kenyas flygvapen – 4 stycken SA 330G
- Kongo-Kinshasas flygvapen – En SA 330C
- Kuwaits flygvapen – 12 stycken SA 330F
- Libanons flygvapen – 7 stycken SA 330C
- Malawis försvarsmakt – 2 stycken SA 330F
- Mexikos flygvapnen – 2 stycken SA 330F
- Marockos flygvapen – 34 stycken SA 330F/G
- Nepals armé – En SA 330C (Royal Flight)
- Nigerias flygvapen – 15 stycken SA 330H
- Pakistans armé – 32 stycken SA 330F/J
- Pakistans flygvapen – 3 stycken SA 330F/J
- Portugals flygvapen – 13 stycken SA 330C
- Senegals flygvapen – 3 stycken SA 330F
- Storbritanniens flygvapen – 48 stycken SA 330E/S (tillverkade av Westland Helicopters)
- Sydafrikas flygvapen – 35 stycken SA 330L, samtliga ombyggda till Atlas Oryx.
- Spaniens flygvapen – 2 stycken SA 330C, 2 stycken SA 330H och 3 stycken SA 330J
- Togos flygvapen – En SA 330G
- Tunisiens flygvapen – En SA 330C
- Bundesgrenzschutz – 2 stycken SA 330F, 4 stycken SA 330G och 17 stycken SA 330J
- Zaires flygvapen – 11 stycken SA 330C